# Ceresium andamanicum
Ceresium andamanicum es una especie de escarabajo longicornio del género Ceresium, tribu Callidiopini, subfamilia Cerambycinae. Fue descrita científicamente por Gahan en 1906.

## Descripción
Mide 11-14 milímetros de longitud.

## Distribución
Se distribuye por India.